# 대구방짜유기박물관
대구방짜유기박물관은 대구광역시 동구 도장길 29에 있는 박물관이다.

## 연혁
- 2000년 11월 : 박물관 건립 기본계획 수립
- 2001년 8월 : 방짜유기 무상기증 계약 및 공증
- 2003년 12월 : 실시설계 완료
- 2004년 7월 : 공사 착공
- 2006년 9월 : 공사 준공
- 2007년 5월 25일 : 박물관 개관

## 시설 현황
- 전시동
  - 지상 1층: 유기문화실(664.15 m2), 기증실(297.51 m2), 영상교육실 (112.18m2) 등
  - 지하 1층: 재현실(396.56 m2), 특별수장고(176,16 m2), 일반수장고 (91.25 m2) 등

- 관리동
  - 지상 1층: 기획전시실(170.30 m2), 기념품점(37.82 m2) 등
  - 지상 2층: 자료실(52.91 m2), 사무실(66.17 m2) 등

- 야외: 박물관 산책로, 체험장, 야외공연장, 주차장 등